# Креси на Соми
Креси на Соми (фр. Cressy-sur-Somme) је насељено место у Француској у региону Бургоња, у департману Саона и Лоара.
По подацима из 2011. године у општини је живело 221 становника, а густина насељености је износила 7,86 становника/km².

## Демографија
| 1962. | 1968. | 1975. | 1982. | 1990. | 2011. |
| ----- | ----- | ----- | ----- | ----- | ----- |
| 381   | 386   | 295   | 286   | 234   | 221   |